# Mike Harris (cestista)
Michael LaTrent Harris, detto Mike (Hillsboro, 15 giugno 1983), è un cestista statunitense.

## Palmarès
- Campione NBDL (2010)
- NBDL MVP (2010)
- All-NBDL First Team (2010)
- Miglior marcatore NBDL (2010)